# Оксфорд (тканина)
Тканина о́ксфорд (англ. Oxford cloth) — різновид тканого текстилю, з особливим плетінням, для виготовлення сорочок, які іноді називають сорочками оксфорд, котрі носять повсякденно і в офіційних випадках. Також тканину Оксфорд більшої щільності використовують для пошиття туристичного та військового спорядження.

## Структура
Оксфорд має структуру плетеного кошика і глянцюватий вигляд , що робить її популярною тканиною для сорочок.

## Різновиди
Звичайний оксфорд (Plain Oxford) та «крапчастий» оксфорд (Pinpoint Oxford) зазвичай використовуються для сорочок повсякденного типу, наприклад, з коміром на ґудзиках. «Крапчастий» оксфорд виготовляється з тоншої пряжі і має щільніше переплетення, ніж звичайний оксфорд. Ця тканина має ефект «шпильки» або «крапки» у текстурі. «Королівський» оксфорд (Royal Oxford) вважається більш офіційним варіантом. Ця тканина підходить для ділових або спортивних дрес-кодів.
Різновиди PU покриттів (водостійкість у мм водяного стовпа): 
200-300 мм - для побутового одягу (забезпечує мінімальний захист); 
400-500 мм - для побутового одягу (починає промокати на згинах через 1 год); 
800 мм - спецодяг для роботи у вологих умовах; 
1000-3000 мм - для тентів на автомобілі, чохли на мотоцикли,  намети, наплечники, сумки, військову амуніцію.